# Sussan Deyhim
Sussan Deyhim (persisch سوسن دیهیم; * 14. Dezember 1958 in Teheran) ist eine iranisch-US-amerikanische Sängerin, Komponistin und Tänzerin.

## Leben
Deyhim war seit den dreizehnten Lebensjahr Mitglied des iranischen Nationalballetts. Nach dem Besuch von Maurice Béjarts École Mudra schloss sie sich 1976 dessen Ballet du XXe siècle an. 1980 übersiedelte sie nach New York. Dort wurde der Komponist und Musiker Richard Horowitz ihr wichtigster musikalischer Partner. Mit ihm realisierte er in den 1980er Jahren im La MaMa Experimental Theatre Club u. a. die Musikprojekte Azax/Attra und The Ghost of Ibn Sabah.
In der Folgezeit arbeitete sie mit Musikern wie Peter Gabriel, Jah Wobble, Bobby McFerrin, Adrian Sherwood und Ornette Coleman und den bildenden Künstlern Shirin Neshat, Sophie Calle und Lita Albuquerque zusammen. Sie trat u. a. mit dem Radio-Sinfonieorchester Warschau und dem Krakauer Sinfonieorchester auf und gastierte beim Lincoln Center Summer Festival, in der Carnegie Recital Hall, der Royal Albert Hall, im Old Vic Theatre, der Queen Elizabeth Hall und der Royce Hall.
Sie komponierte Filmmusiken (u. a. zu Václav Marhouls Tobruk) und ist als Sängerin in Filmen wie Ben Afflecks Argo, Marc Forsters Drachenläufer und (als special guest vocalist) in Maryam Keshavarz’ Sharayet – Eine Liebe in Teheran zu hören. Sie trat 2001 vor der UN-Generalversammlung auf, wirkte an einer Royal Hope Gala in der Royal Albert Hall mit Placido Domingo, dem The Royal Ballet und anderen für medizinische Hilfe für irakische Kinder mit und war 2009 neben Jeff Skol, Bobby Sager, Gavin Rossdale und anderen Teilnehmerin eines von dem pakistanischen Rockmusiker Salman Ahmad organisierten Konzertes vor der UN-Vollversammlung zu Gunsten heimatloser pakistanischer Kinder.

## Diskographie
- Madman of God: Divine Love Songs of the Persian Sufi Masters
- Out Of Faze
- City of Leaves
- Shy Angels (mit Bill Laswell)
- La Belle et La Bete

mit Richard Horowitz
- Majoun
- Desert Equations: Azax Attra
- Logic of the Birds
- Soliloqui
- A Gift of Love (mit Martin Sheen, Robert Thurman, Rosa Parks, Madonna, Goldie Hawn und Debra Winger).
- Shadows (Komposition und Leitung: Heiner Goebbels, nach Texten von Edgar Allan Poe und Heiner Mueller)

## Filmmusiken
- 2002: Untreu
- 2005: David & Layla
- 2007: Drachenläufer
- 2008: The Stoning of Soraya M.
- 2011: Sharayet – Eine Liebe in Teheran
- 2012: Argo
- 2012: V ozhidanii morya
- 2013: Intersections
- 2014: Wüstentänzer – Afshins verbotener Traum von Freiheit
- 2021: Dreams of Daraa